# Ренасіменто (футбольний клуб, Екваторіальна Гвінея)
Ренасіменто Футбол Клуб або просто Ренасіменто (ісп. Renacimiento Fútbol Club) — професіональний екваторіальногвінейський футбольний клуб з міста Малабо. З іспанської мови назву можна перекласти як «Відродження».

## Історія
Молодий, заснований тільки в 2000 році, як фарм-клуб команди Кафе Банк Спортіф, клуб зазнав за останні роки під президентством Мельхіора Есона Еджо стрімкий зліт, особливо успішним був в період між 2004 і 2007 роками, який приніс «Ренасіменто» чотири чемпіонські титули поспіль, в ці роки клуб залишив позаду себе таких традиційно потужних для соєї країни клуби як Соні Ела Нгуема, Атлетіко (Малабо), Аконангуї та Депортіво (Монгомо). Сенсаційним можна вважати виступ клубу в Лізі чемпіонів КАФ 2006 року. Клуб переграв спочатку в кваліфікаційному раунді івуарійський клуб «Африка Спорт», потім у першому раунді представника Малі Стад Мальєн виграти. Тільки в другому турі був зупинений майбутнім переможцем Аль-Аглі з Каїру. Але і цього разу було зафіксовано рахунок 0:0 в першому матчі проти більш іменитого противника, при тому, що єгиптяни як і раніше вважалися однією з найсильніших футбольних клубів Африки. Вибування Ренасіменто з Ліги чемпіонів КАФ зробило можливим участь клубу в Кубку конфедерацій КАФ, еквіваленті європейського Кубка УЄФА. Тут Ренасіменто вдалося за сумою двох матчів переграти нігерійський клубу ФК «Гартленд» і пройшов, таким чином, до групового етапу. Там команда зустрілася з такими відомими африканськими футбольними клубами як Етуаль дю Сахель та Есперанс з Тунісу та Сент-Елуа Лупопо з ДР Конго, тож у групі клуб посів лише 4-те місце. Але Ренасіменто потішив своїх фанів домашньою перемогою над Сент-Елуа Лупопо з рахунком 3:0 та нульовою нічиєю з клубом Есперанс.
Клуб припинив існування в 2009 році, але повернувся 2012 року та розпочав виступи у Другому дивізіоні Чемпіонату Екваторіальної Гвінеї з футболу.

## Стадіон
Клуб проводить свої домашні матчі на стадіоні «Естадіо Інтернасьйонал» в Малабо, який вміщує 6 000 глядачів.

## Досягнення
- Прем'єр-ліга: 4 перемоги

2004, 2005, 2006, 2007

## Статистика виступів на континентальних турнірах КАФ
| Сезон | Турнір                 | Раунд         | Клуб             | Вдома | На виїзді | Загальний  |
| ----- | ---------------------- | ------------- | ---------------- | ----- | --------- | ---------- |
| 2003  | Кубок КАФ              | 1             | Мотема Пембе     | 0-3   | 1-4       | 1-7        |
| 2005  | Ліга чемпіонів КАФ     | Попередній    | Долфінс          | 1-0   | 0-3       | 1-3        |
| 2006  | Ліга чемпіонів КАФ     | Попередній    | Африка Спортс    | 0-0   | 2-2       | 2-2 (ч)    |
| 2006  | Ліга чемпіонів КАФ     | 1             | Стад Мальєн      | 1-0   | 1-2       | 2-2 (ч)    |
| 2006  | Ліга чемпіонів КАФ     | 2             | Аль-Аглі         | 0-0   | 0-4       | 0-4        |
| 2006  | Кубок конфедерації КАФ | 3             | Гартленд         | 5-0   | 0-4       | 5-4        |
| 2006  | Кубок конфедерації КАФ | Груповий етап | Сант-Елої Лупопо | 3-0   | 1-5       | 4-те місце |
| 2006  | Кубок конфедерації КАФ | Груповий етап | Етуаль дю Сахель | 0-2   | 1-4       | 4-те місце |
| 2006  | Кубок конфедерації КАФ | Груповий етап | Есперанс         | 1-1   | 0-5       | 4-те місце |
| 2007  | Ліга чемпіонів КАФ     | Попередній    | Ашанті Голд      | 0-1   | 0-1       | 0-2        |
| 2008  | Ліга чемпіонів КАФ     | Попередній    | Інтер            | 1-2   | 1-2       | 2-4        |

## Відомі гравці
- Гаутьє Белло
- Бірама Діоп
- Лоуренс Дое
- Папе Нокхур Фалл
- Жусту Нгуема Нчама
- Сільвестре Еколо
- Жозе Бокунг
- Ібрагім Ель-Гаджі Туре